# Ferrihidrita
La ferrihidrita es un mineral de la clase de los minerales óxidos. Descubierto en 1971 en minas de Kazajistán, fue nombrado así por su composición química con hierro que está hidratado.

## Características químicas

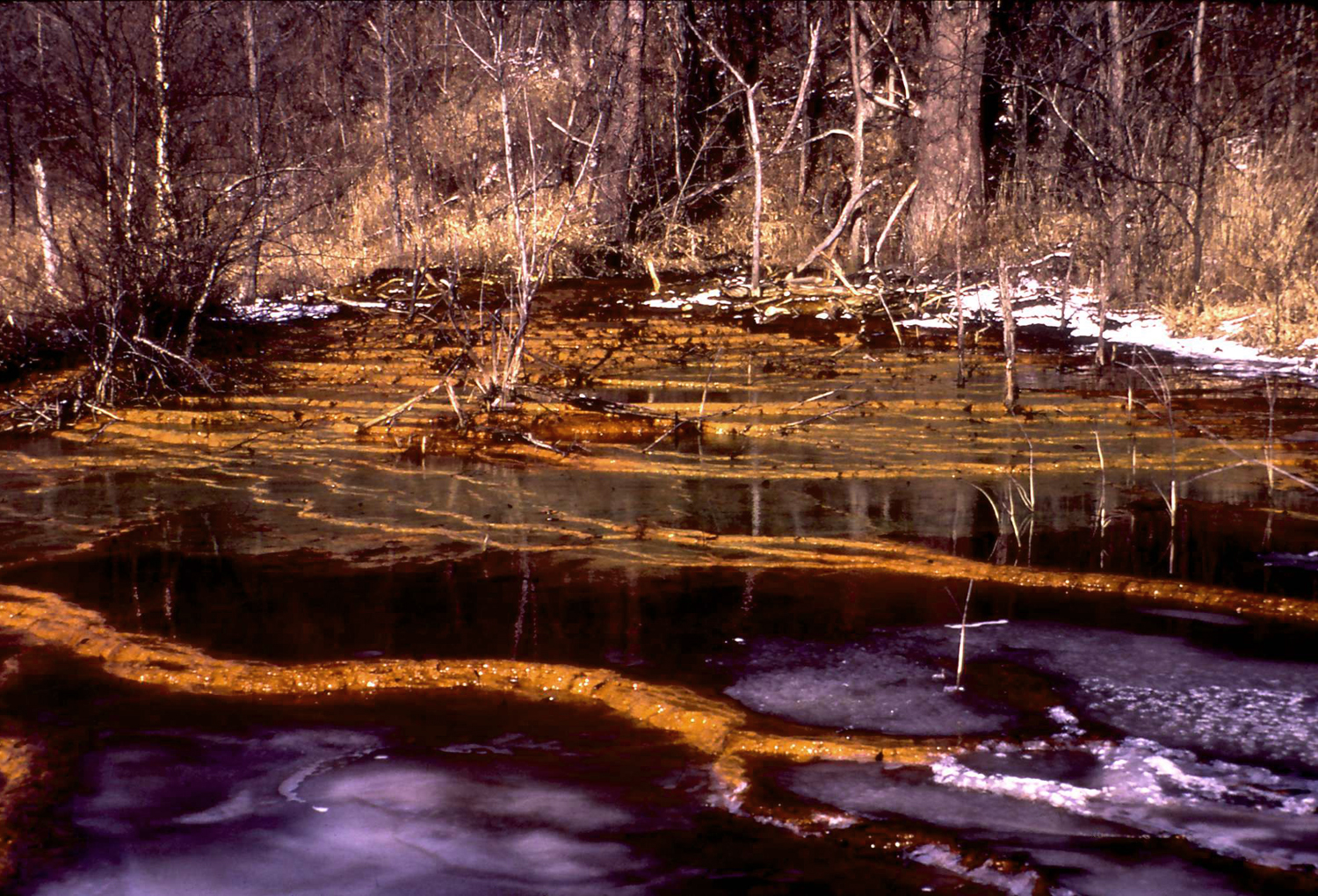
Drenaje de una mina mostrando precipitados de ferrihidrita.

Es un óxido e hidróxido de hierro que comúnmente tiene absorbida químicamente sílice.
La mayoría de los ejemplares analizadas se forman de manera artificial en los drenajes de las minas de minerales del hierro, aunque algunos ejemplares naturales han sido también analizados.

## Formación y yacimientos
La ferrihidrita se forma por oxidación e hidrólisis rápidas a partir de otros minerales con hierro en ambientes muy oxidantes fuertemente dependiente del pH, existiendo varios grados de reestructuración cristalina entre los dos extremos: ferrihidrita de 2 líneas y ferrihidrita de 6 líneas. Es un precursor en la formación de otros minerales como el hematites.
Su aparición es generalizada en la fracción soluble de los suelos y de la roca erosionada. Se acumula en precipitados alrededor de los manantiales tanto fríos como calientes, sobre todo en aquellos que soportan una abundante comunidad de bacterias metabolizadoras del hierro, en aguas efluentes de minas ácidas.
Suele encontrarse asociado a otros minerales como: goetita, lepidocrocita, hematita y óxidos de manganeso.